# Cantó de Vigneulles-lès-Hattonchâtel
El cantó de Vigneulles-lès-Hattonchâtel és un cantó francès del departament del Mosa, situat al districte de Commercy. Té 14 municipis i el cap és Vigneulles-lès-Hattonchâtel.

## Municipis
- Beney-en-Woëvre
- Buxières-sous-les-Côtes
- Chaillon
- Dompierre-aux-Bois
- Heudicourt-sous-les-Côtes
- Jonville-en-Woëvre
- Lachaussée
- Lamorville
- Nonsard-Lamarche
- Saint-Maurice-sous-les-Côtes
- Seuzey
- Valbois
- Vaux-lès-Palameix
- Vigneulles-lès-Hattonchâtel

## Història
| Data d'elecció                           | Identitat         | Partit                 | Qualitat |
| ---------------------------------------- | ----------------- | ---------------------- | -------- |
| 1945-19..                                | M. Jacob          | Divers droite          |          |
| 19..-1970                                | M. Houzelot       | MRP, després CD        |          |
| 1970-2001                                | Rémi Herment      | Centrista, després UDF |          |
| 2001-                                    | Sylvain Denoyelle | PR                     |          |
| les dades anteriors no són pas conegudes |                   |                        |          |
|                                          |                   |                        |          |

## Demografia
| A partir de 1990: Població sense dobles comptes |